# Famur

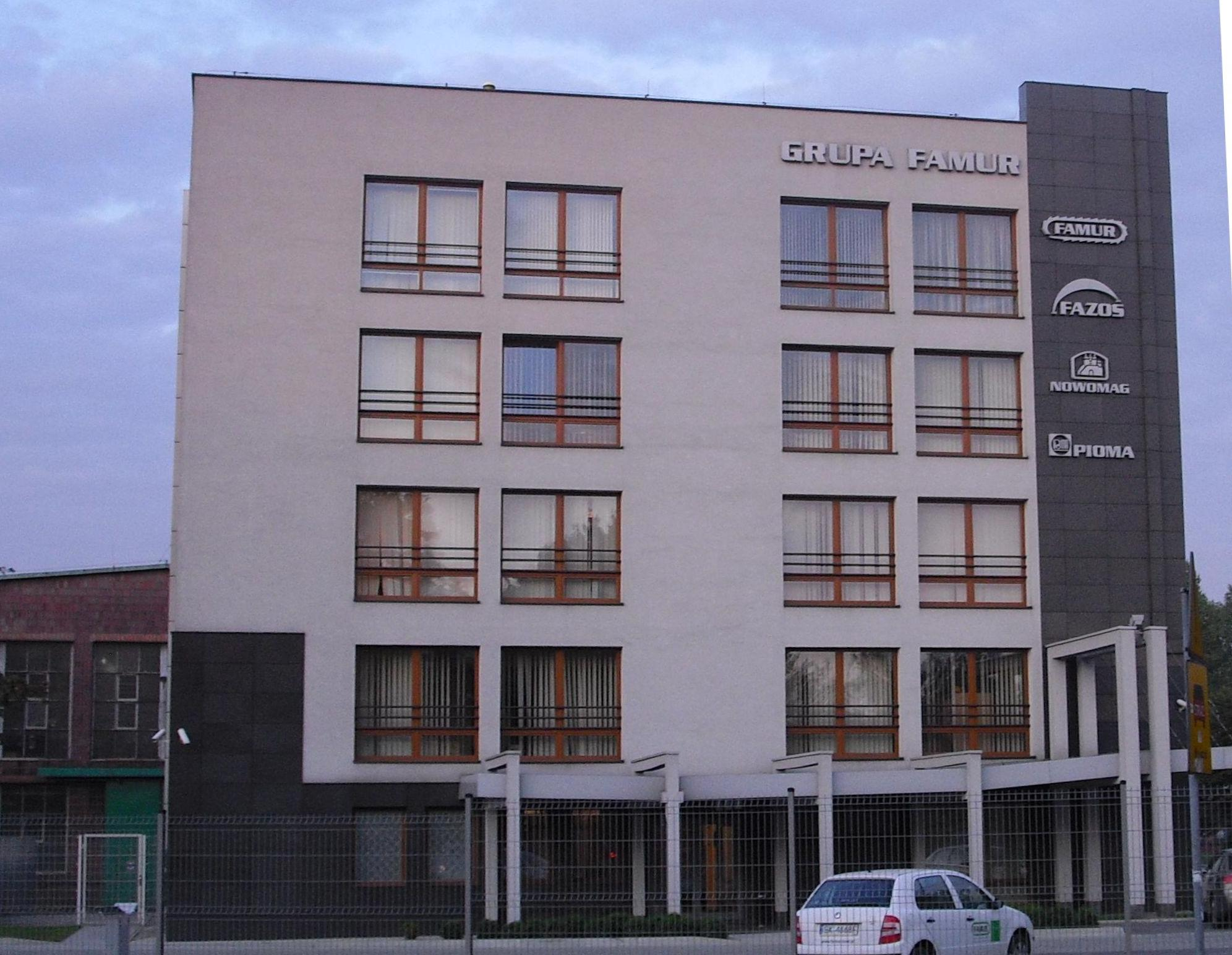
Famur S.A., budynek dyrekcji

Famur S.A. – producent maszyn i urządzeń dla przemysłu wydobywczego: górnictwa głębinowego i odkrywkowego oraz wydobycia ropy naftowej i gazu ziemnego. Produkuje również maszyny i urządzenia na potrzeby kolei oraz przemysłu cementowego.
Grupa Famur S.A. specjalizuje się w produkcji kombajnów ścianowych z napędem elektrycznym lub hydraulicznym, które charakteryzują się budową modułową oraz możliwością zabudowy różnych typów ramion z silnikami o dużej mocy.

## Historia

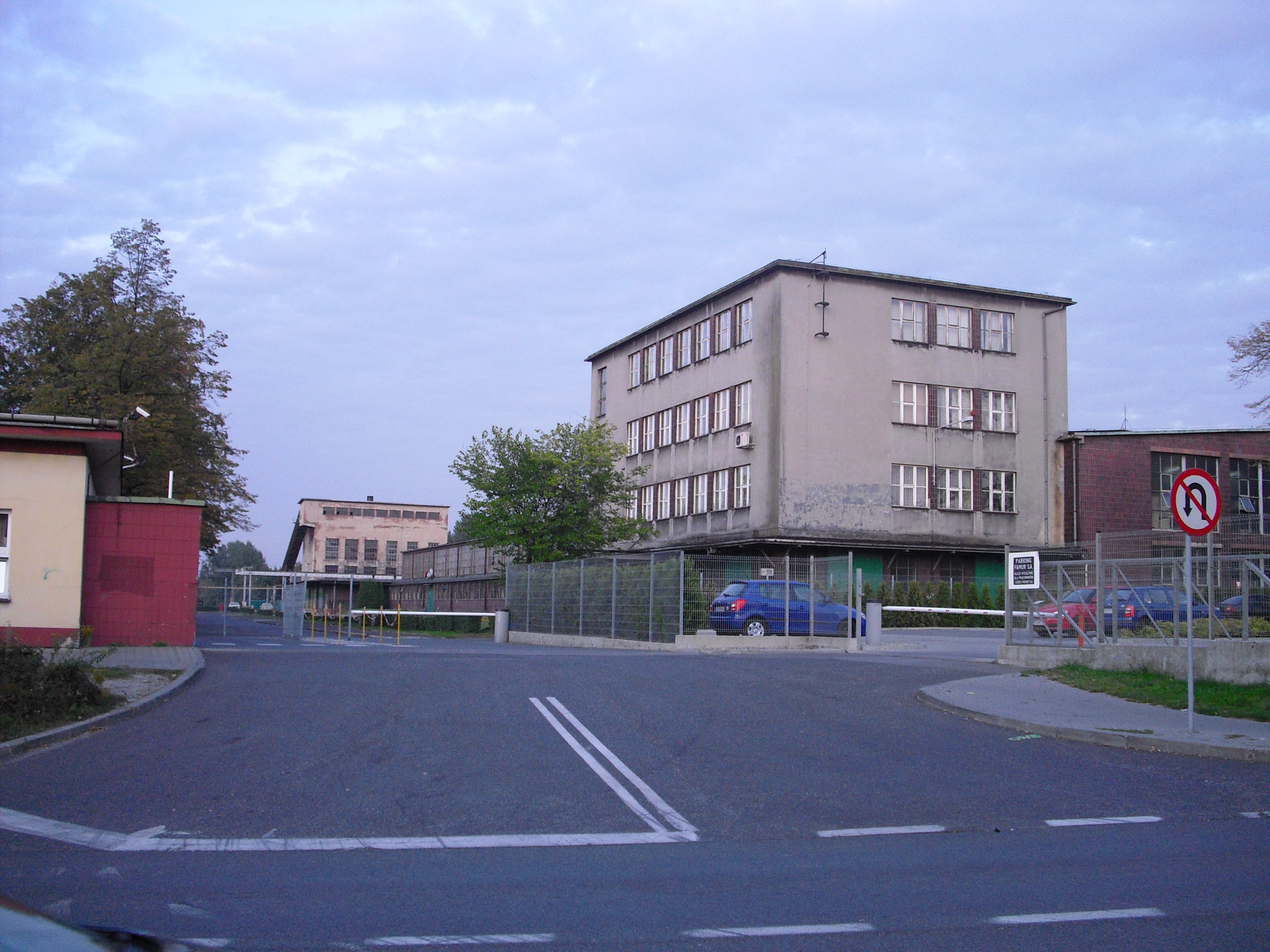
Widok FMG Famur od bramy głównej

W 1922 w Katowicach powstała spółka akcyjna Stephan, Froelich – Kluepfel AG, zajmująca się produkcją konstrukcji stalowych i urządzeń dla kopalń. W 1930 przyjęła nazwę „Piotrowicka Fabryka Maszyn – Spółka Akcyjna”.
W okresie okupacji 1939-1945 zakład pod nazwą „Stephan, Froelich, Kluepfel – Maschinenfabrik” oprócz produkcji dla górnictwa podjął też produkcję na potrzeby wojskowe.
Po zakończeniu II wojny światowej i powrocie do Polski zakład przeszedł pod zarząd państwowy. W 1951 stał się przedsiębiorstwem państwowym „Piotrowicka Fabryka Maszyn”. Pierwszy kombajn węglowy wyprodukowano w zakładzie w 1952 roku. W 1959 roku przedsiębiorstwo przyjęło imię Juliana Leńskiego. W 1965 Famur zarejestrował znak towarowy, a w 1966 dodano nazwę „Famur” (od: „fabryka maszyn do urabiania”) do nazwy przedsiębiorstwa – od tej chwili przedsiębiorstwo nosiło nazwę Fabryka Maszyn „Famur” im. Juliana Leńskiego w Katowicach. W 1980 Famur oraz 21 innych zakładów weszło w skład Zjednoczenia Producentów Maszyn i Urządzeń Górniczych POLMAG w Katowicach.
W 1990 został przekształcony w jednoosobową spółkę skarbu państwa. W 1995 60% akcji Famuru w ramach Programu Powszechnej Prywatyzacji trafiło do Narodowych Funduszy Inwestycyjnych. W 2002 większość akcji nabył inwestor prywatny. W 2003 od przejęcia 93% akcji Nowosądeckiej Fabryki Maszyn Górniczych Nowomag S.A. rozpoczęto budowę grupy kapitałowej. W 2014 przy siedzibie spółki oddano do użytku śmigłowcowe lądowisko Famur. W styczniu 2015 nastąpiło połączenie ze spółką zależną GEORYT Sp. z o.o., a w czerwcu połączenie ze spółką zależną Zakładem Maszyn Górniczych GLINIK Sp. z o.o. z siedzibą w Gorlicach.
W listopadzie 2014 roku spółka FAMUR przejęła Kluczborską spółkę Famak. Następnie nastąpiła zmiana nazwy z Famak S.A. na FAMUR Famak S.A.

## Skład grupy
W skład grupy Famur poza piotrowicką Fabryką Maszyn Górniczych, producentem kombajnów węglowych wchodzą:
- FAMUR S.A. Systemy Ścianowe NOWOMAG Oddział w Nowym Sączu – producent systemów odstawy urobku węgla, na które składają się przenośniki zgrzebłowe ścianowe i podścianowe, przenośniki taśmowe oraz kruszarki urobku. Jest częścią grupy Famur; historia fabryki sięga roku 1951, kiedy jako Nowosądeckie Zakłady Przemysłu Terenowego produkowała sprzęt rolniczy oraz prowadziła działalność drukarską i stolarską. W 1976 przedsiębiorstwo przyjęło nazwę Nowosądecka Fabryka Urządzeń Górniczych NOWOMAG i rozpoczęło produkcję dla potrzeb górnictwa. W roku 1992 zakład został przekształcona w spółkę akcyjną, a pod koniec 2003 zakupiony przez Fabrykę Maszyn FAMUR S.A.
- Fazos S.A. z Tarnowskich Gór – producent zmechanizowanych obudów ścianowych, w 2014 połączony z ZMG GLINIK Sp. z o.o.
- FAMUR S.A. Systemy Transportowe PIOMA Oddział w Piotrkowie Trybunalskim, wraz z zakładem Pioma Odlewnia sp. z o.o. – producent maszyn górniczych
- FAMUR S.A. Systemy Chodnikowe REMAG Oddział w Katowicach – lider w Polsce i liczący się na świecie producent kombajnów chodnikowych
- FAMUR S.A. Systemy Ścianowe GLINIK Oddział w Gorlicach – producent maszyn i urządzeń górniczych
- FAMUR Famak S.A. Systemy energetyczne, górnicze, hutnicze i ścięgnowe w Kluczborku – producent zamówień dla branży energetycznej, górniczej, hutniczej i stoczniowej.